# Rockwall
Rockwall är en stad i den amerikanska delstaten Texas med en yta av 58,7 km² och en folkmängd på 38 290 invånare (2012). Rockwall är huvudorten i Rockwall County, det tredje rikaste countyt i Texas.

## Historia
Upphittandet av artefakter från paleoindianer samt fossil av utdöda djur från pleistocen innebär att det funnits bosättningar på samma plats som Rockwall ända tillbaka tills för 13 000-13 500 år sedan.
Rockwalls namn kommer från de naturliga stenväggar som de första angloamerikanerna hittade när de grävde brunnar efter att ha bosatt sig på området år 1851. Från början trodde man att väggarna var tillverkade av människor, men på senare tid har geologer och arkeologer kommit fram till att de var gjorda av naturliga klastiska gångar som hade introducerat märgel. 
Rockwall grundades 17 april 1854. Staden hörde ursprungligen till Kaufman County. Rockwall County grundades 1873 och Rockwall blev huvudort i det nya countyt.

## Geografi
Enligt USA:s Censusbyrå har staden en total area på 58,7 km2, varav 57,7 km2 är land och 1 km2(1,63%) är vatten. 

Rockwall ligger på sjön Ray Hubbards östra strand. Genom Rockwall går motorvägarna 205 och 740, och den ligger något norr om Interstate 30.

Rockwalls högsta punkt är First Baptist Church med en höjd på 180 meter över havet.